# Grodås
Grodås is een plaats in de Noorse gemeente Volda. Grodås telt 365 inwoners (2007) en heeft een oppervlakte van 0,72 km². Grodås was de hoofdplaats van de gemeente Hornindal die in 2020 opgeheven en bij de gemeente Volda gevoegd werd, daarmee ging de plaats over van de provincie Sogn og Fjordane naar Møre og Romsdal